# Circuito Brasileiro de Voleibol de Praia Masculino Sub-21 de 2014
O Circuito Brasileiro de Voleibol de Praia Sub-21 de 2014, também chamado de Circuito Banco do Brasil de Vôlei de Praia Sub-21, foi a décima segunda edição da principal competição nacional de Vôlei de Praia na categoria Sub-21 na variante masculina, iniciado em 9 de maio de 2014.

## Resultados

### Circuito Sub-21
| Evento                                                           | Ouro                       | Prata                             | Bronze                              | Quarto lugar                            |
| 1ª Etapa Palmas, Tocantins 9 a 12 de maio de 2014.               | Eduardo Rocha Arthur Lanci | Gabriel da Mota Carlos "Txesco"   | André Loyola Stein Vinícius Freitas | Igor Duarte Matheus Baby                |
| 2ª Etapa Maringá, Paraná 30 de maio a 1 de junho de 2014.        | Eduardo Rocha Arthur Lanci | Jefferson Coimbra Allysson Lima   | Iago Hercowitz Júlio Lins           | Fernando Sturaro Eversom Smider "Índio" |
| 3ª Etapa Salvador, Bahia 7 a 10 de agosto de 2014.               | Igor Duarte Matheus Baby   | Eduardo Rocha Jorge Cebulski      | Gabriel da Mota Carlos "Txesco"     | André Loyola Stein Vinícius Freitas     |
| 4ª Etapa Maceió, Alagoas 4 a 7 de setembro de 2014.              | Eduardo Rocha Arthur Lanci | Igor Duarte Matheus Baby          | Alanson Ballock Alison Firmo        | Gabriel da Mota Carlos "Txesco"         |
| 5ª Etapa Fortaleza, Ceará 30 de outubro a 2 de novembro de 2014. | Eduardo Rocha Arthur Lanci | Fernando Sturaro Vinícius Freitas | Desconhecido                        | Desconhecido                            |